# Levegő

A levegő összetétele

A levegő a Földet körülvevő gázok elegye. Ez a gázburok a légkör.
 A légkör főbb alkotórészei: nitrogén 78,08%, oxigén 20,93%, argon 0,93%, egyéb (nemes)gázok 0,002%-a a térfogatnak. Azonban tartalmaz nyomgázokat is, melyek a levegő azon összetevői, melyeket csak nyomokban találunk meg. Nyomgázok például a szén-dioxid, metán, vízgőz, nemesgázok.
 Egy liter levegő tömege 1,293 gramm. Tiszta állapotban színtelen, szagtalan. Vízben gyengén oldódik, oldódás közben annak összetétele is megváltozik. Például vízben a levegő oldott oxigéntartalma 20 Celsius-fokon 34%. Nagyon lehűlve cseppfolyós, ilyenkor világoskék színű. Átlagos moláris tömege 29 g/mol.
Valaha főleg szén-dioxidból állt a levegő. 600 millió éve azonban a növények a fotoszintézis révén már oxigénné alakították át a szén-dioxid egy részét. A nitrogén mennyisége is egyre nőtt, aránya majdnem elérte a 80%-ot. A légköri levegőbe az élő szervezetek, a talaj szerves anyagaiban lefolyó oxidációs folyamatok állandóan juttatnak szén-dioxidot, ennek ellenére a levegő szén-dioxid-tartalma viszonylag állandó, mert a zöld növények folyamatosan felhasználják asszimilációs folyamataikhoz (fotoszintézis), miközben oxigén szabadul fel. A levegő egyéb szennyezőanyagokat is tartalmazhat: például kéntartalmú gázokat, szén-monoxidot és különféle szállóport.

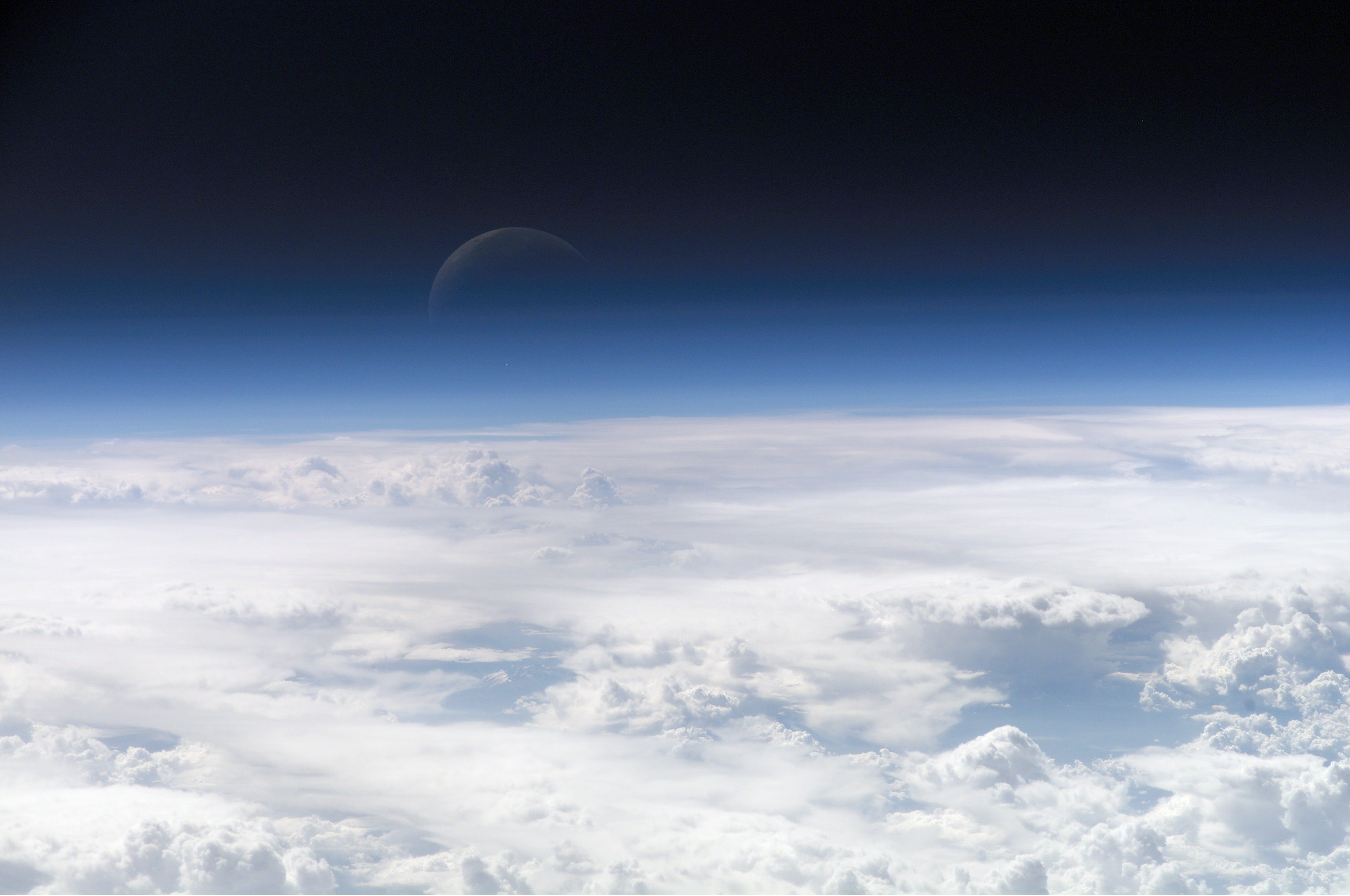
A Föld levegőrétege kék színűnek látszik az űrből nézve

## A cseppfolyós levegő
A levegő erős hűtéséből alakul ki, nagy nyomáson. Könnyen mozgó, világoskék, állandó párolgásban lévő, folyékony halmazállapotú anyag. 

## A levegő típusai
A levegő földrajzi forráshelyei szerint négy fő fajtáját különböztethetjük meg. Ezek az arktikus (sarkvidéki), trópusi, egyenlítői és mérsékelt övi légtömegek.

## A levegő páratartalma
Pára akkor képződik, mikor a Nap felmelegíti a vizet, így vízgőz formájában a levegőbe kerül. Ha jobban melegszik a víz, azzal több vízgőz kerül a levegőbe. A melegedéssel együtt a légkör pára-kapacitása is növekszik. A páratartalom megadására két lehetőségünk van:
- abszolút páratartalom
- relatív páratartalom

Abszolút páratartalom: Megmutatja azt, hogy a levegő 1 m³-e hány gramm vízgőzt tartalmaz. Azonban ezt nem szokták használni, inkább a relatív vízgőztartalmat használják.
Relatív páratartalom: Megadja a levegőben lévő vízpára %-os értékét, az adott hőmérsékleten, a vízgőzzel teljesen telített levegő víztartalmához képest.

## A levegő felhasználása
A levegő mind az élőlényeknek, mind az ipar számára jelentős szerepet tölt be. A vegyipar számára a levegő cseppfolyós állapota a legfontosabb. A már említett állapotban is a levegő sok, a vegyipar számára is fontos elemeket és vegyületeket tartalmaz, melyek a levegőt alkotják. Összefoglalva a cseppfolyós levegő frakcionált desztillációjával állítják elő a levegő fontosabb alkotórészeit, komponenseit, melyek a vízgőz, oxigén, nitrogén valamint a nemesgázok.

### A cseppfolyós levegő frakcionált desztillációja
A levegőt nagy nyomásra sűrítik össze, majd kis fúvókán kitágítva erősen lehűl és valamennyi összetevője folyékony halmazállapotba kerül. A frakcionált desztilláció annyit jelent, hogy „szakaszos lepárlás”. Ezen folyamat során az anyagkeverék összetevőit forráspontjuk szerint lehet elválasztani egymástól. Jelen folyamatban az első, melyeket leválasztanak, a vízgőz és a szén-dioxid.
A frakcionált desztilláció termékei:
- −196 Celsius-fok: nitrogén
- −186 Celsius-fok: argon
- −183 Celsius-fok: oxigén
- −153 Celsius-fok: kripton
- −108 Celsius-fok: xenon

Ezt az eljárást alkalmazzák a levegő alkotórészei, vagyis az oxigén, a nitrogén és a nemesgázok előállítására. A cseppfolyós levegőt még felhasználják hűtésre, valamint ipari robbanószer gyártására, melyet úgy kiviteleznek, hogy a cseppfolyós levegőt faszénporral keverik.

### A desztilláció termékeinek felhasználása
Noha a cseppfolyós levegő felhasználása is széles körű, nem feledkezhetünk meg a desztilláció termékeinek a felhasználásáról.

#### Nitrogén
A legnagyobb mennyiségben felhasznált ipari gáz. Sok helyen felhasználják, de ezek közül a legfontosabbak az ammóniagyártás, valamint a dinamitgyártás. Mivel a nitrogén inert gáz, ezért lehetővé teszi, hogy bizonyos területeken az oxigéntartalomból eredő káros hatásokat kiküszöböljék. Ilyen területek például az élelmiszerek csomagolása, borászat, elektronikai iparban a forrasztóberendezések üzemeltetése. Mivel a nitrogén nehezen cseppfolyósodó gáz, gáztöltetként alkalmazzák légrugókban, tűzoltópalackokban és habszifonokban. A cseppfolyósított nitrogént hűtésre használják fel, például a gyorsfagyasztott élelmiszerekben, vagy a magas hőmérsékletű szupravezetők hűtésekor.

#### Argon
Az argon és az argontartalmú hegesztési védőgáz-keverékek legfontosabb felhasználási területe a fémfeldolgozó iparban alkalmazott védőgázos hegesztés, illetve plazmatechnológiák. E technológiáknál rendkívül fontos az ívfény és a fémolvadék környezeti atmoszférától (levegőtől) való védelme, elválasztása, amit védőgázok biztosítanak.
Az argon felhasználásának főbb területei a következők:
- A kohászatban felhasználják fémolvadékok öblítésére, erősen ötvözött acélok, szinesfémek AWI hegesztésére, míg a hegesztés- és vágástechnikában segítséget nyújt a plazmahegesztéshez és -vágáshoz védőgázként.
- Búvárkodás során felhasználják szárazruhák töltésére, remek hőszigetelő képessége miatt.
- Az építkezésnél a hőszigetelt üveg készítésénél a két üvegréteg közé teszik mint védőgázt.
- Élelmiszeriparban felhasználják csomagológázként, kódja: E938
- Az argongázt továbbá reklámok, dekorációk készítésére is felhasználják fénycsövek töltésére. Az argonnal töltött fénycső kék színnel világít.

#### Kripton
A kripton a levegőnek csupán kb. 1 milliomod részét (pontosabban 0,000 114%-át) alkotja, ami azt jelenti, hogy 1000 liter levegő 1 ml kriptont tartalmaz. A kriptont a levegőből hűtéssel állítják elő: −150 Celsius-fokon a kripton folyékonnyá válik. Ezt szobahőmérsékletre visszamelegítve már tiszta kriptonként izzólámpákba tölthető. 
A kriptonnal töltött égő Bródy Imre találmánya, gyártása a TUNGSRAM-nál kezdődött el. A kripton fluorral alkotott vegyületét alkalmazzák lézeres tisztítási eljárásokban. Reklám- és dekorációs célokra szolgáló fénycső töltésére is használatos. A kriptontöltésű „neoncső” törtfehér fényt bocsát ki.

#### Xenon
A xenont ívlámpákban és vakukban, illetve általános érzéstelenítőként is alkalmazzák. A legszélesebb körben xenonlámpa töltőgázaként használják fel. Ilyen berendezést tartalmaznak többek között egyes vakuk és stroboszkópok. A xenonívlámpák színhőmérséklete megközelítőleg azonos a déli napéval, ezért napszimulátorokban, és például IMAX filmvetítő rendszerekben is használatosak.

#### Radon
A gyógyászatban (radioterápiában) használják.

#### Oxigén
Nagy részét égőkben a befúvott levegő dúsítására használják és a metanol, valamint az acél gyártásánál is fontos a szerepe. Orvosi célokra is felhasználják. A cseppfolyós oxigén a folyékony hajtóanyagú rakétákban a tüzelőanyag elégetéséhez szükséges. Forgalomba nagynyomású, kék színű acélpalackban hozzák. Rendkívüli elővigyázatosságot igényel a palack használata a nagyfokú robbanásveszély miatt!

## Levegőszennyezés
Az élő szervezetekre káros anyagok jelen vannak a levegőben. A szennyezett levegő csökkentésével illetve tisztításával a 20. század 60-as éveiben kezdtek el foglalkozni. 1952 decemberében, a londoni szmogban egy hét alatt 4000 ember, 1953-ban 8000 ember halt meg. Egy kínai üzletember – hogy felhívja a figyelmet a levegőminőségi problémákra – dobozos levegőt kezdett el árulni. A légszennyező anyagok fizikai és kémiai folyamatok során keletkeznek és megváltoztatják a levegő természetes összetételét. Ilyenek például:
- Szén-monoxid: széntartalmú anyagok elégetésekor keletkezik, tüzelőberendezésekben, erőművekben, hulladékégetőkben, belső égésű motorokban.
- Kén-dioxid: kéntartalmú tüzelőanyagok égésekor, érc kohósításakor, kénsavgyártáskor jut a levegőbe.
- Nitrogén-oxidok: belső égésű motorokból, kén és salétromsavgyártásból, robbanóanyagokból, rakéta-üzemanyagokból.
- Anyagok el nem égetett alkotórészeiből, kőolaj-feldolgozásból, vegyi gyárakból.
- Szerves vegyületek: műanyag, lakk, gyógyszeripar.
- Porok: tüzelő berendezésekből, vegyi folyamatokból, cementgyártásból, mechanikai műveletekből (aprítás, csiszolás).
- Radioaktív anyagok: reaktorok bomlási termékeiből, atom- és hidrogénbomba-kísérletekből stb. jut a levegőbe.

A légszennyező anyagok káros hatása megmutatkozik az ember légzési és vérkeringési zavaraiban: allergia, rák, szilikózis kialakulásában. A növényvilág annyira károsodhat a portól, a talaj elsavanyodásától (savas esők), hogy hatalmas erdők pusztulhatnak ki. A nagy levegőszennyeződés az apró állatok elhullását eredményezi. A levegőszennyeződés csökkentése a régi szennyező-ipari eljárások megszüntetésével illetve módosításával és új környezetbarát technológiák kidolgozásával érhető el.
A cigarettázó, pipázó és szivarozó emberek a közelükben lévő levegőt teszik egészségtelenné a többieknek. És ami még rosszabb, a dohányzók által szennyezett levegőből a többiek betegségeket is elkapnak. Emiatt egyre kevesebb nyilvános helyen szabad dohányozni. A levegőben nagyon sok baktérium tanyázik, amelyek általában nem ártalmasak. Más esetekben azonban, ha mások ránk tüsszentenek vagy köhögnek, betegségeket kaphatunk el. Háztartási vegyszereink egy része is szennyezheti a környezetet. A spray palackból, valamint a konyhai és fürdőszobai vegyszerekből tetemes mennyiségű ártalmas vegyületet juttatunk a levegőbe. A levegő időnként vidéken sem tiszta. Bizonyos országokban aratás után elégetik a gabona szárát. Ezáltal füst és olajos korom kerül a levegőbe.
Az ózon (O3) a magaslégkörben, a sztratoszférában található gáz, mérgező, UV-sugárzás hatására oxigénre bomlik.

## A levegő sűrűsége
A levegő sűrűsége különböző hőmérsékleten átlagosan:
- 0 °C-on (101 325 Pa nyomáson) ρ = 1,2928 kg/m³
- 10 °C-on 1,2471 kg/m³
- 15 °C-on 1,2255 kg/m³
- 20 °C-on 1,2045 kg/m³
- 25 °C-on 1,1843 kg/m³
- 30 °C-on 1,1648 kg/m³

## A légnyomás változása a tengerszint feletti magassággal
A Földet körülvevő, több tízezer méter vastagságú levegőréteg nyomást fejt ki ránk. A légnyomás fizikai értéke a földfelszín egységnyi felületére eső levegőoszlop nyomása. Mértékegysége a „paszkál” (Pa). A tengerszinttől mért magasság növekedésével a levegő nyomása csökken. Ezzel együtt a levegő egyre ritkábbá válik, tehát ugyanolyan térfogatú levegőben a gázok mennyisége egyre kisebb. Mindeközben a gázok százalékos aránya nem változik. Tehát a Himalája tetején a levegő O2 aránya ugyanúgy 21% körüli, mint a tengerszinten. Viszont az oxigén nyomása 5000 méter tengerszint feletti magasságban már csak a tengerszinten mért nyomás fele, a Mount Everest csúcsán pedig a harmada. A levegő – és ezzel arányosan az O2 molekulák – ritkábbá válása és alacsonyabb nyomása okozza a magassági betegség jelenségét.